# Escola neoplatônica síria

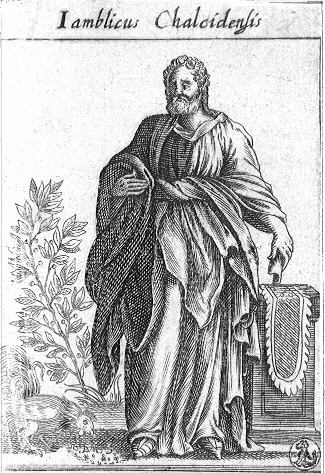
Jâmblico de Cálcis

A Escola neoplatônica Síria ou Escola Síria de Apameia foi fundada por Jâmblico de Cálcis (245-325), por volta do ano 300. Jâmblico havia sido instruído primeiramente por Anatólio, discípulo de Porfírio. Inspirado pela nova doutrina, surgida com Amônio Sacas, em Alexandria, ele viaja para Roma, onde será instruído pelo próprio Porfírio, na escola neoplatônica de Roma. Depois de algum tempo ele retorna à Síria, provavelmente para Cálcis e abre sua escola neoplatônica.

## Histórico
Jâmblico, além de seguir a mesma linhagem doutrinária das escolas neoplatônicas de Alexandria e Roma, cujo fundamento era Pitágoras, Platão, Aristóteles, apreendidas de seus mestres Plotino e Porfírio, ele redefinou os conceitos de sua disciplina, inserindo estudos sobre as doutrinas esotéricas, gnósticas, sobre a teurgia (onde teve diferenças com Porfírio), a doutrina dos Caldeus (a magia dos Caldeus). Aos seus discípulos, dizia ele:

"Ignora se o interlocutor é de caráter inferior ou superior, mas atenta para o que é dito, para estimular prontamente a tua mente para descobrir se o que é dito é verdadeiro ou falso." (...)"Antes de verdadeiramente existirem seres e princípios universais, existe uma Deidade, anterior ao primeiro Deus e regente, imóvel e residindo na solidão de Sua própria unidade." (...)"O primeiro pertence à iluminação; o segundo, a uma comunhão de operação; mas através da energia do terceiro, recebemos um perfeita plenitude de fogo divino." (...)"Isto é a consumação da busca filosófica e da questão religiosa, é o nascimento da sabedoria e da magia." (...)"Aqui a contemplação da verdade e a posse da ciência intelectual serão encontradas. Um conhecimento dos deuses é acompanhado por um conhecimento de e uma alquimização de nós mesmos."

"O contínuo exercício da prece cultiva o vigor de nosso intelecto e torna os receptáculos da alma muito mais capazes para as comunicações dos deuses. Igualmente é a chave divina que abre aos homens a porta para os deuses e nos acostuma aos esplêndidos rios de luz superna. Em um curto período ela aperfeiçoa nossos recessos mais íntimos, e os dispõe para o abraço inefável e o contato com os deuses, e não desiste até que nos leva ao topo de tudo."

Dentre seus discípulos os mais preponderantes foram, Déxipo (350), Sópatro de Apameia e Teodoro de Asine (c. 300), Hérmias de Alexandria, pai de Amônio de Hérmias, que seguiria depois para lecionar em Atenas e, posteriormente em Alexandria. Posteriormente o tracejado teo-filosófico de Jâmblico ressaltaria muito em Proclo, escolarca da escola neoplatônica de Atenas.
Depois de certo tempo, Jâmblico seguiu para Roma, onde sucedeu a Porfírio na direção da escola neoplatônica daquela cidade e a seguir trabalhou e foi o principal responsável pela criação da escola neoplatônica de Pérgamo.

## Fim da escola neoplatônica de Apameia
Após a morte de Jâmblico (325), a escola síria se dispersa, o novo diretor da escola, Sópatro de Apameia, vai para Constantinopla, onde torna-se amigo e confidente de Constantino mas, depois de algum tempo, acusado pelo prefeito local de propagar o paganismo e de provocar a fome na cidade através da magia, é condenado à morte por Constâncio II. Edésio da Capadócia, o principal nome então do neoplatonismo na Síria, retirou-se para a vida privada, como um pastor de cabras, conforme a previsão registrada em hexâmetros por um oráculo, e seus discípulos, temendo uma interpretação indesejável de seus ensinamentos, reduzem os seus preceitos filosóficos em um manuscrito e retorno à vida pública.

## Influências posteriores
Os ensinamentos propalados por esta escola e por Jâmblico determinariam a direção da filosofia neoplatônica tardia e paganismo ocidental. Tudo começou quando o imperador Juliano, o Apóstata quis reviver os cultos mitraicos. Juliano teve contato com os ensinamentos de Jâmblico através de seus discípulos, maiormente através de Edésio da Capadócia, na escola neoplatônica de Pérgamo. Já um tanto idoso, Edésio sugeriu que Juliano se acercasse de Eusébio de Mindo e Crisâncio de Sardes. Depois de algum tempo entre eles, Juliano foi ter com Máximo de Éfeso, outro teurgo, o ambiente neoplatônico de Pérgamo foi portanto a base de orientação de Juliano para encetar a sua retomada do paganismo. O curto reinado de Juliano e a forte oposição do cristianismo ortodoxo puseram fim à reforma Juliana.